# Комсомольская набережная
Комсомо́льская на́бережная — главная набережная Волги в Ленинском районе Астрахани, расположена к северу от исторического района Селение. Начинается от кругового перекрёстка улиц Савушкина и Латышева у Центрального стадиона и идёт с северо-востока на юго-запад вдоль реки, переходя в бульвар Победы к западу от улицы Марии Максаковой.
Набережная имеет благоустроенную пешеходную зону со скамейками, зелёными насаждениями и ресторанами непосредственно у берега и проезжую часть к востоку от неё. У южного окончания набережной расположен сквер Победы с памятниками Погибшим кораблям и Героям Советского Союза.

## История
Получила своё современное название 28 октября 1968 года в честь пятидесятилетия Всесоюзного ленинского коммунистического союза молодёжи (Комсомола). Ранее называлась набережной реки Волги в Северо-Прибрежном микрорайоне.

## Транспорт
У южного окончания набережной расположена одноимённая пристань, от которой отправляются речные трамвайчики местного сообщения. Ближайшие к набережной остановки маршрутных такси и автобусов расположены на параллельной ей улице Савушкина — «Центральный стадион» в северной части, «Школа имени Пушкина» в центральной и «Бульвар Победы» в южной.